# Пужайкове
Пужа́йкове — село Піщанської сільської громади у Подільському районі Одеської області України. Історична назва села — Пужа́йків. Розташоване за 32 км від міста Балта. На півдні межує з селом Ракулове, на сході з селом Байбузівка, на півночі з селом Савранське та на заході з селом Піщана. Через село проходить дорога Р54 Піщана — Саврань.

## Історія
По неофіційним даним село засновано на початку 18 століття, ймовірно на місці ранішого поселення під назвою Лягонци, знищеного під час війни 1548–1654 років. За адміністративними поділами — з 16 сторіччя Брацлавський повіт, з 19 сторіччя Балтський повіт, 20 сторіччя Балтський район.
Під час організованого радянською владою Голодомору 1932—1933 років померло щонайменше 20 жителів села.
До 2015 року було центром сільської ради.
12 червня 2020 року, відповідно до Розпорядження Кабінету Міністрів України від № 724-р «Про визначення адміністративних центрів та затвердження територій територіальних громад Одеської області», увійшло до складу Піщанської сільської територіальної громади.
19 липня 2020 року, в результаті адміністративно-територіальної реформи і ліквідації Балтського району, село увійшло до складу новоутвореного Подільського району.

## Населення
Згідно з переписом 1989 року населення села становило 2452 особи, з яких 1002 чоловіки та 1450 жінок.
За переписом населення 2001 року в селі мешкало 2148 осіб.

### Мова
Розподіл населення за рідною мовою за даними перепису 2001 року:
| Мова       | Відсоток |
| ---------- | -------- |
| українська | 94,73 %  |
| молдовська | 3,05 %   |
| російська  | 2,03 %   |
| болгарська | 0,09 %   |
| білоруська | 0,05 %   |
| гагаузька  | 0,05 %   |

## Визначні пам'ятки
На території села знайдений скарб із знарядь праці і зброї періоду бронзи. Біля села виявлений могильник черняхівської культури.
Церква святого Дмитра 1747 року. Перетворена з греко-католицької на православну у 1794 році. Церква збудована під протекцією Йосифа Любомирського. Спалена татарами у 1769, відновлена у 1779 року. Кам'яна церква святого Дмитра збудована в 1876.
13 січня 2019 року парафіяни Свято-Димитріївського храму УПЦ МП ухвалили рішення приєднатися до Православної церкви України.
Дерев'яна хата з села Пужайкове виставлена у Музею народної архітектури та побуту України.

## Відомі люди
- Дикусар Андрій Миколайович — депутат Верховної Ради УРСР 11-го скликання.
- Дорошенко Олександр Никифорович  (12.10.1939— заслужений лікар України, доктор медичних наук ЮНЕСКО в галузі реннгенології, тривалий час очолював Рентгенологічне відділення Луганської обласної клінічної лікарні. Похований в рідному селі біля матері.
- Кушнір Павло Григорович (17 липня 1947 р.-02 червня 2021 р.) — заслужений юрист України, державний радник юстиції 2-го класу, тривалий час займав керівні посади в органах Прокуратури (заступник Генерального прокурора Узбецької РСР, начальник управління справами прокуратури УРСР, начальник відділу Генеральної прокуратури України, прокурор області та інші). Працював у складі слідчих комісій по факту аварії на ЧАЕС, по "Бавовняній справі".  Похований в рідному селі біля батьків.
- Івоненко Іван Федорович — полковник юстиції (старший радник юстиції) тривалий час займав керівні посади в органах Прокуратури України (Шевченківський транспортний прокурор м. Сміла, Черкаської обл., прокурор Ленінського району м. Дніпро та інші).